# Trypanosoma pessoai
Espèce
Trypanosoma pessoai est une espèce de parasites de l'ordre des Trypanosomatida. Cette espèce a été découverte chez le Vampire commun (Desmodus rotundus), mais a également été isolée chez des chauves-souris frugivores du genre Artibeus (A. cinereus et A. jamaicensis).